# ジェナ・マーブルス
ジェナ・マーブルス（英：Jenna Marbles、1986年9月15日 - ）は、アメリカ合衆国の元YouTuber。10年の活動の中で、1900万人以上の登録者と約17億回の動画再生をYouTubeチャンネルで記録している。本名はジェナ・ニコール・モーリー（Jenna Nicole Mourey）。

## 生い立ち
1986年9月15日にニューヨーク州ロチェスターに生まれた。その後、マサチューセッツ州ボストンに移り、サフォーク大学で心理学の理学士号を取得し、ボストン大学でスポーツ心理学とカウンセリングの教育学修士号を取得した。

## 経歴
2010年、バースツール・スポーツに入社し、女性向けサイト「StoolLaLa」で記事を執筆していたが、翌年に退社した。

### YouTube

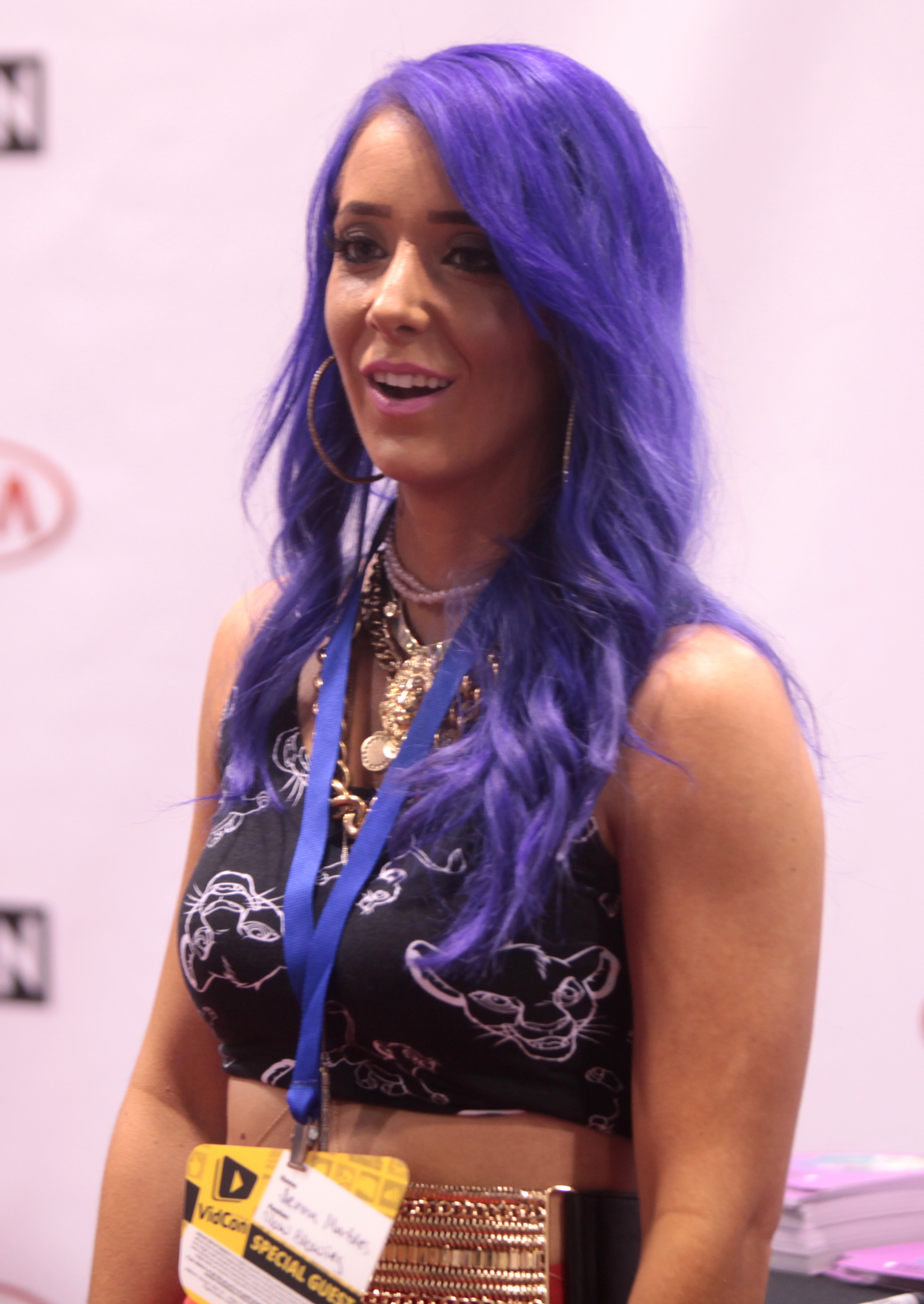
2014年VidConにて

2010年に公開された「How to Trick People Thinking You're Good Looking」は、最初の1週間で530万回以上再生され、ムーレイの動画の中で最初にYouTubeで人気を博した動画となった。彼女の動画「How to Avoid Talking to People You Don't Want to Talk To」は、2011年8月にニューヨーク・タイムズとABCニュースで紹介された。
ムーレイの母親がGoogleで「Mourey」と検索するとジェナの動画しか出てこないことに不満を持ち、「Jenna Marbles」という仮名を採用した。ムーレイの最初の動画が話題になったとき母親は失業中で、その内容が就職に悪影響を与える可能性を懸念していた。「Marbles」という名前は、ムーレイの愛犬の名前「Mr. Marbles」に由来する。
ムーレイは、エピック・ラップバトルス・オブ・ヒストリーのエピソード「Adam vs. Eve」でイブを演じた。その他、アノーイング・オレンジ、衝撃! 世界のおバカ映像～Ridiculousness～、スモッシュ・ザ・ムービーにも出演した。
ムーレイは、スモッシュと共に、2015年にマダム・タッソーニューヨークにYouTuberとして初めて蝋人形を展示された。

## 差別問題と活動休止
2020年6月25日、ブラックフェイス、アジア人に対する人種差別、スラット・シェイミングの非難を受け、ムーレイは謝罪動画を公開した。謝罪動画では、2011年から2012年にかけて投稿した動画の中で、顔に黒い化粧をしたニッキー・ミナージュの物真似、アジアの民族衣装を着て反アジア中傷のラップ、複数の人と性交した女性をスラット・シェイミングするなどの攻撃的な内容を取り上げている。ムーレイは、誰かを傷つけたり怒らせたりする意図はなかったと述べ、これらの行為が「恥ずべきこと」「ひどいこと」であると認めた。謝罪の後、自身のYouTube活動を無期限で休止することを発表した。その翌日、ムーレイの彼氏であるジュリアン・ソロミタは、2人の共同ポッドキャストとTwitchストリームを無期限休止にすると発表した。

## その他の活動
ムーレイは、犬のおもちゃブランド「Kermie Worm & Mr. Marbles」を発売した。このおもちゃは、彼女の愛犬がモデルになっている。また、「What are this?」や「Team legs!」など、彼女の代表的な台詞をプリントしたアイテムも制作した。
ムーレイは、ピットブルの「ファイアーボール」のミュージックビデオに、YouTuber仲間のバート・ベイカーとブリタニー・ファーランと共に出演した。
2016年、ジェームズ・パターソンの同名小説シリーズを原作とする映画『マキシマムライド』の製作総指揮に就任した。

## 私生活
2021年4月、ムーレイは長年の彼氏であるジュリアン・ソロミタと婚約した。